# 플라잉 다운 투 리오
플라잉 다운 투 리오(Flying Down To Rio)는 미국에서 제작된 쏜톤 프리랜드 감독의 1933년 코미디, 뮤지컬, 멜로/로맨스 영화이다. 돌로레스 델 리오 등이 주연으로 출연하였다.

## 출연

### 주연
- 돌로레스 델 리오
- 진 레이몬드

### 조연
- 라울 롤리엔
- 진저 로저스
- 아릭 캐플런
- 블랜체 프리데리시
- 월터 워커
- 모리스 블랙
- 아만드 캘리즈
- 폴 포카시
- 레지널드 바로우
- 에릭 블로어
- 프랭클린 팽본
- 루이스 알베르니
- 돈 레드 베리
- 에디 보든
- 시드니 브래시
- 헬렌 콜린스
- 레이 쿡
- 지노 카라도
- 그레이스 데이비스
- 아만드 델마
- 아마폴라 델 반도
- 조 도밍게즈
- 베티 퍼니스
- 비나 게일
- 잭 가갠
- 앨리스 젠틀
- 잭 굿
- 마가렛 하딩
- 쉐프 호튼
- 하비 카렐스
- 퍼크 론더스
- 월레스 맥도널드
- 렉스 무어
- 에드먼드 모티머
- 모비타
- 클라렌스 뮤즈
- 마누엘 파리
- 페드로 리가스
- 잭 라이스
- 루스 라일리
- 줄리안 리베로
- 애드리언 로슬리
- 해리 시멜스
- 말라 쉘튼
- 메리 스튜어트
- 더글러스 윌리엄스

## 제작진
- 의상: 월터 플렁킷
- 의상: 아이린